# Saskatchewan Highway 926
Highway 926 je silnice v kanadské provincii Saskatchewan. Vede od silnice Highway 120 k silnici Highway 969. Je asi 79 km (49 mil) dlouhá.
Silnice Highway 926 spojuje silnice Highway 265, Highway 970 a Highway 931.

## Slepě zakončené odbočky

### Saskatchewan Highway 970
Highway 970 je silnice v kanadské provincii Saskatchewan. Odbočuje od silnice Highway 926 a je slepě zakončena (anglicky dead end). Je asi 15 km (9 mil) dlouhá.

### Saskatchewan Highway 931
Highway 931 je silnice v kanadské provincii Saskatchewan. Vede od silnice Highway 926, až se změní v blízkosti Snowieldských jezer na místní komunikaci. Je asi 5 km (3 míle) dlouhá.